# Demi Isaac Oviawe
Demi Isaac Oviawe es una actriz nigeriana-irlandesa. Es más conocida por su participación en la serie de comedia de 2018 producida por RTÉ-BBC The Young Offenders.

## Biografía
Oviawe nació el 2 de noviembre de 2000 en Nigeria y fue criada en la ciudad irlandesa de Mallow. Sus padres de la nombraron en honor a la actriz Demi Moore. En la secundaria, jugó camuflaje y fútbol gaélico, y protagonizó producciones escolares de La Bella y la Bestia, Grease y Sister Act.
Inicialmente interesada en ser maestra de secundaria, en 2017 hizo una audición a través de YouTube para la serie de televisión The Young Offenders, quedándose con el papel de Linda Walsh.
En 2017, el Irish Examiner la nombró una de sus "Ones to Watch for 2018" anuales.
En 2019, participó en la edición irlandesa de Dancing with the Stars.

## Filmografía

### Televisión
| Año       | Título                 | Rol         | Notas       |
| --------- | ---------------------- | ----------- | ----------- |
| 2018–2020 | The Young Offenders    | Linda Walsh | 10 episodes |
| 2019      | Dancing with the Stars | Ella misma  | Concursante |

### Películas
| Año  | Título                       | Rol    | Notas                                       |
| ---- | ---------------------------- | ------ | ------------------------------------------- |
| 2020 | To All My Darlings           | Adaeze | Cortometraje                                |
| 2022 | The School for Good and Evil | Anadil | Posproducción; película directa a streaming |